# Miss Uganda
Miss Uganda es un concurso de belleza nacional en Uganda. Se encarga de seleccionar a la representante del país para el concurso Miss Mundo.

## Historia
El certamen de Miss Uganda comenzó en 1967, y la ganadora siempre participaba en el certamen de Miss Mundo, aunque solo una Miss Uganda llegó a la final desde su creación.
En 2014, Salim Saleh anunció públicamente la colaboración entre la Fundación Miss Uganda, los organizadores del concurso anual y el programa de creación de riqueza que dirige Saleh. «Estamos casi firmando un Memorando de Entendimiento con la Fundación Miss Uganda porque queremos elegir a la próxima Miss Uganda basándonos en la agricultura y esto tiene la intención de interesar a los jóvenes en el sector», dijo Saleh.

## Ganadoras
: Declarada como ganadora
     : Terminó como finalista
     : Terminó como una de las semifinalistas o cuartofinalistas
     : Terminó como ganadora de premios especiales
| Año                           | Miss Mundo Uganda                                                      | Posición en Miss Mundo                                                 | Premios especiales                                                               |
| ----------------------------- | ---------------------------------------------------------------------- | ---------------------------------------------------------------------- | -------------------------------------------------------------------------------- |
| 2025                          | Natasha Nyonyozi                                                       | Top 40                                                                 | - Belleza con propósito (ganadora) - Head to Head (Top 20) - Multimedia (Top 20) |
| 2023                          | Hannah Karema                                                          | Top 8                                                                  | - Belleza con propósito (ganadora)                                               |
| 2021                          | Elizabeth Bagaya                                                       | No clasificó                                                           |                                                                                  |
| 2020                          | Debido al impacto de la pandemia de COVID-19, no hubo concurso en 2020 | Debido al impacto de la pandemia de COVID-19, no hubo concurso en 2020 | Debido al impacto de la pandemia de COVID-19, no hubo concurso en 2020           |
| 2019                          | Oliver Nakakande                                                       | Top 40                                                                 | - Top Model (Top 10) - Deportes (Top 32)                                         |
| 2018                          | Quiin Abenakyo                                                         | Top 5                                                                  | - Miss Mundo África - Desafío Head to Head - Voto Mundial de Miss Mundo          |
| 2017                          | No compitió                                                            | No compitió                                                            | No compitió                                                                      |
| 2016                          | Leah Kagasa                                                            | No clasificó                                                           |                                                                                  |
| 2015                          | Zahara Nakiyaga                                                        | No clasificó                                                           |                                                                                  |
| 2014                          | Leah Kalanguka                                                         | No clasificó                                                           |                                                                                  |
| 2013                          | Stellah Nantumbwe                                                      | No clasificó                                                           |                                                                                  |
| 2012                          | Phiona Bizzu                                                           | No clasificó                                                           |                                                                                  |
| 2011                          | Sylvia Namutebi                                                        | No clasificó                                                           | - Deportes (Top 24) - Belleza Playera (Top 20)                                   |
| 2010                          | Heyzme Nansubuga                                                       | No clasificó                                                           |                                                                                  |
| 2009                          | Maria Namiiro                                                          | No clasificó                                                           |                                                                                  |
| 2008                          | Dora Mwima                                                             | No clasificó                                                           |                                                                                  |
| 2007                          | Monica Kasyate                                                         | No clasificó                                                           |                                                                                  |
| 2006                          | No compitió                                                            | No compitió                                                            | No compitió                                                                      |
| 2005                          | Juliet Ankakwatsa                                                      | No clasificó                                                           | - Talento (Top 16)                                                               |
| 2004                          | Barbara Kimbugwe                                                       | No clasificó                                                           | - Belleza Playera (Top 20)                                                       |
| 2003                          | Aysha Nassanga                                                         | No clasificó                                                           |                                                                                  |
| 2002                          | Rehema Ni Nakuya                                                       | No clasificó                                                           |                                                                                  |
| 2001                          | Victoria Kabuye                                                        | No clasificó                                                           |                                                                                  |
| No compitió entre 1998 y 2000 |                                                                        |                                                                        |                                                                                  |
| 1997                          | Lillian Acom                                                           | No clasificó                                                           |                                                                                  |
| 1996                          | Sheba Kerere                                                           | No clasificó                                                           |                                                                                  |
| No compitió entre 1994 y 1995 |                                                                        |                                                                        |                                                                                  |
| 1993                          | Linda Bazalaki                                                         | No clasificó                                                           |                                                                                  |
| 1992                          | Olga Nampima                                                           | No clasificó                                                           |                                                                                  |
| No compitió entre 1990 y 1991 |                                                                        |                                                                        |                                                                                  |
| 1989                          | Doreen Lamon-Opira                                                     | No clasificó                                                           |                                                                                  |
| 1988                          | Nazma Jamal Mohamed                                                    | No clasificó                                                           |                                                                                  |
| No compitió entre 1986 y 1987 |                                                                        |                                                                        |                                                                                  |
| 1985                          | Helen Acheng                                                           | No clasificó                                                           |                                                                                  |
| No compitió entre 1969 y 1984 |                                                                        |                                                                        |                                                                                  |
| 1968                          | Joy Lehai                                                              | No clasificó                                                           |                                                                                  |
| 1967                          | Rosemary Salmon                                                        | No clasificó                                                           |                                                                                  |